# 新山彰忠
新山 彰忠（にいやま あきただ、1939年7月29日 - 2000年10月22日）は、兵庫県神戸市長田区出身のプロ野球選手（投手）・コーチ。別名は「新山 隆史」（にいやま たかし）。

## 経歴
神戸市立苅藻中学校では陸上競技しかやっていなかったが、卒業後の1955年に兵庫工業高校へ進学すると、同校の前川八郎監督に見い出されて野球を始めた。その後は前川の好指導により著しく台頭し、3年次の1957年に夏の甲子園県予選で優勝候補の筆頭とまで言われるが、準決勝で県尼崎高に敗退。
高校卒業後は1958年に法政大学法学部政治学科へ進学し、野球部では藤田信男部長に指導されて腕を上げ、1年次の同年春季リーグ新人戦で明大を4安打完封して認められる。東京六大学野球リーグには同年秋季リーグの東大戦にリリーフで初登板。リーグでは3度の優勝を経験し、1年上の山崎正之と二本柱を組み、3年次の1960年春季リーグで優勝に貢献。同年の大学全日本選手権では決勝で同志社大のエース・山尾孝雄の好投に苦しむが、山崎との継投により延長14回の熱戦の末に優勝を飾る。4年次の1961年春季リーグは主将という重荷もあってあまり良くなかったが、秋季リーグでは62イニングスに登板、7勝0敗、被安打34、与四死球7、奪三振42、自責点6、防御率0.87と好成績で文句無しに六大学ナンバーワン投手として活躍。球質は重みのある速球とシュートカーブのコントロールも良く、エースとして法大の完全優勝に貢献。入学以来初のベストナインにも満票で選出されたほか、打撃も良く、秋季リーグの打率は.391であった。リーグ通算55試合登板、21勝13敗、防御率1.59、146奪三振を記録。同期に小川博、樋口正蔵、室山皓之助がいる。
新山には全12球団が食指を動かし、秋季リーグの始まる頃は南海、巨人、阪神、大洋、近鉄などにしぼられていたが、リーグ戦の終った頃には南海、巨人、阪神の3球団による争奪戦となった。南海は鶴岡一人監督が法大の先輩でOB会の一員であり、巨人は高校時代の恩師・前川が元巨人の投手であったこと、阪神は藤本定義監督と前川の線などが有力な新山獲得へのルートと見られていた。リーグ戦までは巨人最有力とまで言われたが、さらに早慶戦が終った頃には南海入り確実の噂まで一変。この年は六大学選手獲得に全力を注いでいた阪神が球団をあげての追い込みをかけたため、3球団は全く互角の状態となった。巨人はその後に新山が在阪球団にはいりたい意向があったため、やや後退したと思われたが、南海、阪神のいずれかは予断が許せなかった。新山はリーグ戦終了後に神戸の自宅に帰った後、藤本、巨人の沢田スカウト、鶴岡と最終的に話し合い、さらには父の友一、実兄の義雄と話し合って南海入団を決めた。新山はこの後に「南海にお世話になることに父兄も同意してくれましたが、前川さんの承諾を得ていませんので!」と語ったのち、姫路市広畑に住んでいた前川を訪ね、南海入りを報告、前川もこれを快諾して新山の南海入りがはっきり決った。正式契約は東京で行われた法大優勝祝勝会の際に行われた。新山が何回に決めたのは鶴岡自らの熱心な勧誘によるものと思われたが、OB会の動きも大きな役割りを果たしていた。最有力といわれた巨人は柴田勲・城之内邦雄らの入団決定から新山の心が他球団の方へ傾いたことで脱落し、南海は柴田を巨人に奪われて以来、新山獲得に全力を注いだのが好結果を生み出した。新山はリーグ戦終了までプロ球団といっさいの交渉を持たず、帰神後のわずかな話し合いで、はっきりと自己の意思を決めた。
大学を首席で卒業し、1962年に南海ホークスへ入団。1年目の同年は調子を整えるためにキャンプインが遅くなったが、初登板となった巨人とのオープン戦では新人らしからぬ落ち着いたプレートマナーに風格を見せた。投球はスリークォーターから整った投げ方でストレート、カーブ、スライダー、シュートを投げ分けるが、打者に対する威圧感は乏しかった。際どいコースに入った球は打たれなかったが、ストレートでもカーブでもコースが甘いとすぐ良い当たりにされた。6回まで86球を投げたものの、ストライクは58球でボールは28球であった。6イニングで1つしか四球を出さず、コントロールの良さはアピールできた。開幕後はリリーフとして起用されるが、スピード不足で散々な出来であり、鶴岡の期待を裏切った。開幕2戦目となった4月8日の阪急戦（大阪）に先発で初登板するが、3.2回を投げて1つも三振を奪えず降板し、勝敗は付かなかった。シーズン最終戦となった9月30日の近鉄戦（藤井寺）では矢ノ浦国満に本塁打を浴びるも、8回までを2失点に抑えて初勝利をマーク。結局同年は1勝1敗に終わり、2年目の1963年からは変化球に活路を求め、後半戦で4連勝を挙げる。8月10日の東映戦（大阪）では森中千香良の2番手で5回から登板し、土橋正幸から初本塁打を放っている。3年目の1964年には多彩な変化球のマスターに成功し、中原宏一軍投手コーチとの二人三脚で共に途中で何度か絶望しかけたが、なかばサジを投げかけた格好であった中原も新山に全幅の信頼を寄せているほどになっていた。カーブ、ドロップ、シュート、スライダー、ナックル、フォーク、ストレートのいずれもが、スピードと角度の違いを持っていて、後輩の不甲斐なさに絶望していた鶴岡も「ピッチングのコツを覚え、自信がついてくると大胆に投げ込める。そのうえ、ウォームアップの時間が短いのでリリーフにはうってつけだ」と大きな期待をかけた。同年・1965年と2年連続2桁勝利でリーグ連覇に貢献し、1964年は交代完了がリーグ最多の22を数え、10勝中5勝は東映、3勝は近鉄から挙げた。阪神との日本シリーズでは3試合に登板。10月5日の第4戦（大阪）では杉浦忠を8回からリリーフして勝星を挙げ、シリーズ優勝の一翼を担った。1965年には10連勝を記録し自己最多の11勝を挙げ、11勝中8勝は西鉄・東映・阪急・近鉄から2勝ずつ、3勝は東京から挙げた。巨人との日本シリーズでは10月30日の第1戦（大阪）で登板したのみに終わる。その後も中堅選手として活躍するが、1966年は7勝、1967年は4勝、1968年は1勝と勝ち星を減らす。1969年8月7日の阪急戦（西宮）が最後の勝利となり、0勝に終わった1969年限りで現役を引退。
引退後は南海（1970年 - 1971年二軍投手コーチ, 1972年 - 1975年・1980年一軍投手コーチ）、日本ハム（1976年 - 1979年一軍投手コーチ）、阪急（1983年 - 1985年一軍投手コーチ）、阪神（1986年 - 1987年一軍投手コーチ）、フランス代表（1989年ヘッドコーチ）でコーチを歴任。
南海コーチ1期目の1975年オフの11月8日には東京六大学野球連盟結成50周年記念試合プロOB紅白戦メンバーに選出され、立大OBの西本幸雄監督率いる紅軍の選手として出場。
日本ハムコーチ時代には宇田東植とマンツーマンで腰の回転を研究し、これまでアンダースローでありながら腰の回り方がオーバースローに近いものであったが、アンダースローに合った腰の回転に矯正。宇田は1979年に自己最多の9勝を挙げ、投手ベストテンの7位にランクインしている。
阪神コーチ時代の1986年は開幕直後はブルペンを担当したが、米田哲也コーチの後を受けてベンチを任された。1987年、仲田幸司の指導をめぐって野村収コーチと対立したことがある。新山は欠点を直すために下半身の使い方に着目し、「お前は軸足がブレるので矯正のためにプレートの上に足を乗せて投げろ」と命じた。ゴム板でできているプレートをしっかり踏みしめることで、スパイクの歯を食い込ませ、軸足がグラグラしないようにするための矯正法であったが、仲田は本格的に投手を始めてからこの方、プレート板に接した地面に穴を掘って軸足を置くスタイルで投げてきたため、踏んで投げることに慣れていなかった。むしろ不安定になり、逆に軸足がブレる気がしたが、新山が勧める形に一応はチャレンジ。自主トレ段階から平均台を使ってバランス感覚を養い、足のどこに力を入れると安定するのかを試してきたが、それも限界でキャンプ4日目に「左の太ももが張ってしまい逆に投げにくい」と訴えた。仲田は不満を野村にぶつけ、一通り仲田の話が終わると、聞き役に回っていた野村は「一応言われたことは守っておけ、そのうち投げやすいように投げればいい」と言った。一人はプレートを踏めと言うし、もう一人は聞いたふりをして、だんだん戻していけばいいと言われ、結局は土井淳ヘッド兼バッテリーコーチが仲裁役となる。土井は「軸足のブレが直るまではプレートの上に足を乗せて投げさせる」と、コーチとしてのキャリア15年の新山の顔をつぶさぬように、新任の野村に我慢してもらった形となった。キャンプからしっくりこなかった阪神はシーズン41勝しかできず借金42を背負って、9年ぶりの最下位に転落。あの歓喜の日本一から僅か2年で優勝監督の吉田義男は阪神を退団せざるを得なかった。仲田は自己最多の8勝をマークしたものの、負け数も11を数え、防御率も3.98と今ひとつ脱皮できずに終わった。
阪神退団後は吉田の要請でフランス代表ヘッドコーチに就任するが、個人主義の国フランスで、野球を成り立たせるチームプレーを理解させるのは、かなり大変であった。練習開始の時刻を誰も守らず、遅れても平然としていて言い訳すらしなかったが、吉田と二人で、「まあ、今日じゅうに集まってくれたらよしとしようや。郷に入れば郷に従え、やで」と慰め合い、辛抱強く、異国の習慣に付き合うことにした。打撃練習で1日500球くらい打ちやすい球を投げて、神様のように感謝され、高校野球程度のチームを五輪の欧州予選4位まで押し上げた。
1990年から大阪産業大学の職員となった 。
2000年10月22日、上行結腸癌のため西宮市の病院で死去。61歳没。

## 詳細情報

### 年度別投手成績
| 年 度     | 球 団     | 登 板 | 先 発 | 完 投 | 完 封 | 無 四 球 | 勝 利 | 敗 戦 | セ 丨 ブ | ホ 丨 ル ド | 勝 率 | 打 者 | 投 球 回 | 被 安 打 | 被 本 塁 打 | 与 四 球 | 敬 遠 | 与 死 球 | 奪 三 振 | 暴 投 | ボ 丨 ク | 失 点 | 自 責 点 | 防 御 率 | W H I P |
| --------- | --------- | ----- | ----- | ----- | ----- | -------- | ----- | ----- | -------- | ----------- | ----- | ----- | -------- | -------- | ----------- | -------- | ----- | -------- | -------- | ----- | -------- | ----- | -------- | -------- | ------- |
| 1962      | 南海      | 20    | 4     | 0     | 0     | 0        | 1     | 1     | --       | --          | .500  | 183   | 41.1     | 56       | 3           | 9        | 1     | 1        | 25       | 0     | 0        | 21    | 17       | 3.64     | 1.57    |
| 1963      | 南海      | 41    | 2     | 0     | 0     | 0        | 4     | 1     | --       | --          | .800  | 374   | 98.0     | 87       | 7           | 13       | 2     | 0        | 49       | 0     | 0        | 37    | 31       | 2.85     | 1.02    |
| 1964      | 南海      | 50    | 8     | 1     | 1     | 0        | 10    | 9     | --       | --          | .526  | 530   | 129.0    | 122      | 10          | 33       | 8     | 3        | 72       | 2     | 0        | 51    | 44       | 3.07     | 1.20    |
| 1965      | 南海      | 39    | 2     | 0     | 0     | 0        | 11    | 4     | --       | --          | .733  | 372   | 94.0     | 79       | 6           | 20       | 0     | 3        | 69       | 1     | 0        | 33    | 30       | 2.87     | 1.05    |
| 1966      | 南海      | 39    | 4     | 0     | 0     | 0        | 7     | 5     | --       | --          | .583  | 403   | 104.0    | 79       | 9           | 28       | 3     | 2        | 47       | 0     | 0        | 34    | 26       | 2.25     | 1.03    |
| 1967      | 南海      | 43    | 8     | 0     | 0     | 0        | 4     | 6     | --       | --          | .400  | 414   | 97.0     | 97       | 7           | 32       | 2     | 5        | 42       | 1     | 0        | 48    | 41       | 3.80     | 1.33    |
| 1968      | 南海      | 25    | 2     | 0     | 0     | 0        | 1     | 3     | --       | --          | .250  | 187   | 44.0     | 48       | 6           | 13       | 1     | 2        | 20       | 0     | 0        | 20    | 19       | 3.89     | 1.39    |
| 1969      | 南海      | 10    | 0     | 0     | 0     | 0        | 0     | 0     | --       | --          | ----  | 89    | 18.1     | 26       | 3           | 6        | 1     | 0        | 9        | 0     | 0        | 20    | 14       | 7.00     | 1.75    |
| 通算：8年 | 通算：8年 | 267   | 30    | 1     | 1     | 0        | 38    | 29    | --       | --          | .567  | 2552  | 625.2    | 594      | 51          | 154      | 18    | 16       | 333      | 4     | 0        | 264   | 222      | 3.19     | 1.20    |

- 各年度の太字はリーグ最高

### 背番号
- 10 （1962年）
- 32 （1962年 - 1969年）
- 63 （1970年 - 1975年）
- 81 （1976年 - 1980年）
- 80 （1983年 - 1985年）
- 84 （1986年 - 1987年）